# Championnats du monde de cyclo-cross 1960
Navigation
Édition précédente Édition suivante
Les championnats du monde de cyclo-cross 1960 ont lieu le 21 février 1960 à Tolosa en Espagne. Une épreuve masculine est au programme.

## Podiums
| Épreuves | Or             | Argent              | Bronze       |
| -------- | -------------- | ------------------- | ------------ |
| Élites   | Rolf Wolfshohl | Arnold Hungerbühler | Robert Aubry |

## Classement des élites
| Pos. | Cycliste               | Pays                 | Temps       |
| ---- | ---------------------- | -------------------- | ----------- |
|      | Rolf Wolfshohl         | Allemagne de l'Ouest | 57 min 11 s |
|      | Arnold Hungerbühler    | Suisse               | + 0:14      |
|      | Robert Aubry           | France               | + 1:00      |
| 4    | Antonio Barrutia       | Espagne              | + 1:15      |
| 5    | Firmin Van Kerrebroeck | Belgique             | + 1:46      |
| 6    | Pierre Kumps           | Belgique             | + 1:50      |
| 7    | Renato Longo           | Italie               | + 2:11      |
| 8    | Roger De Clercq        | Belgique             | + 3:12      |
| 9    | Roland Boschetti       | Suisse               | + 3:12      |
| 10   | José Luis Talamillo    | Espagne              | + 4:21      |

## Tableau des médailles
| Rang | Nation               | Or | Argent | Bronze | Total |
| ---- | -------------------- | -- | ------ | ------ | ----- |
| 1    | Allemagne de l'Ouest | 1  | 0      | 0      | 1     |
| 2    | Suisse               | 0  | 1      | 0      | 1     |
| 3    | France               | 0  | 0      | 1      | 1     |